# Pfarrhaus (Kirberg)

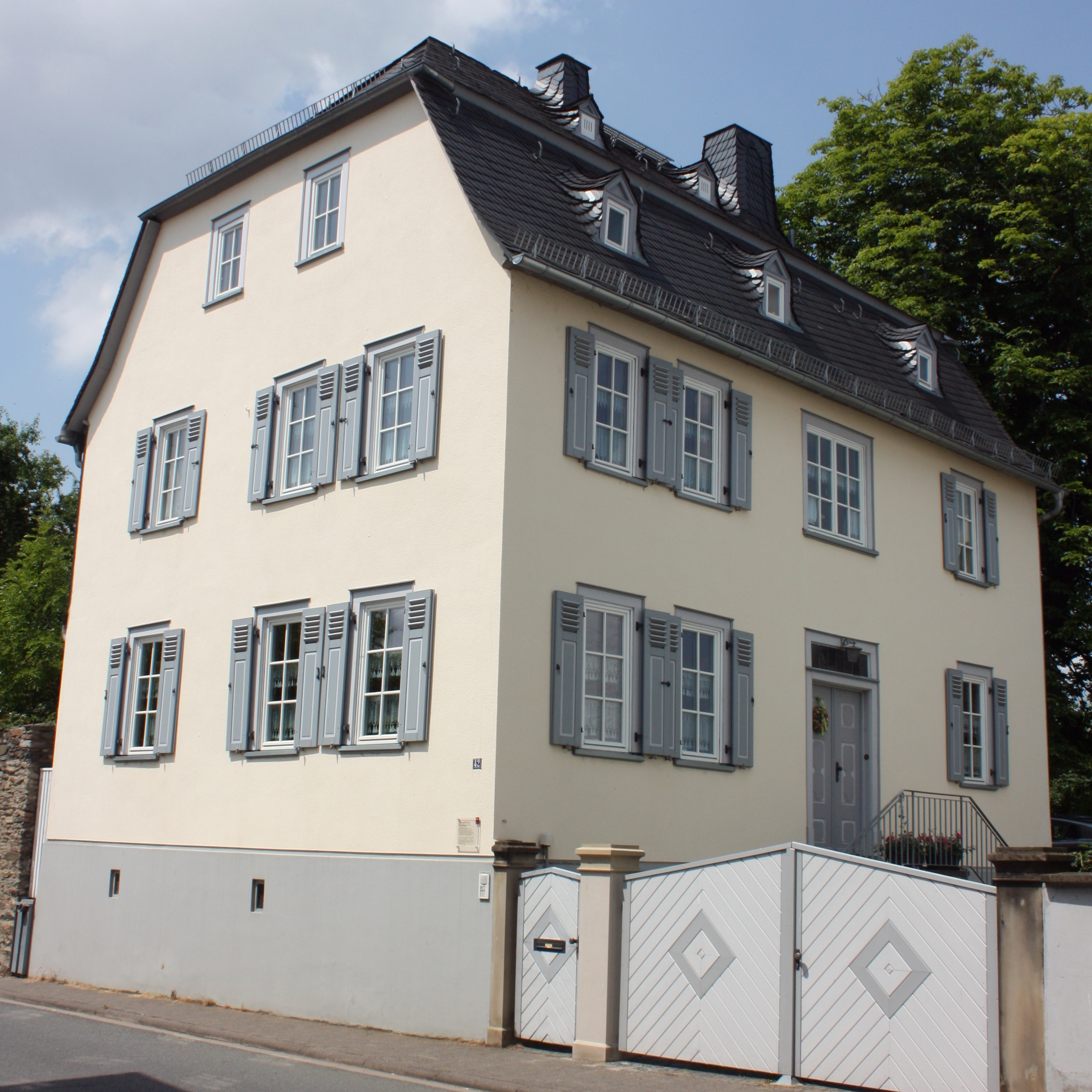
Pfarrhaus in Kirberg

Das Pfarrhaus in Kirberg, einem Ortsteil der Gemeinde Hünfelden im mittelhessischen Landkreis Limburg-Weilburg, wurde 1765/66 errichtet. Das evangelische Pfarrhaus an der Burgstraße 42 ist ein geschütztes Kulturdenkmal.
In dem ehemals großen Pfarrhof lebte als Pfarrer seit 1831 auch Christian Daniel Vogel (1789–1852), der Verfasser der nassauischen Landesbeschreibung.
Von der Hofanlage ist das giebelständige Wohnhaus, ein verputztes Fachwerkhaus mit Freitreppe, erhalten. Der typische Spätbarockbau mit drei zu vier Fensterachsen hat ein Schopfwalmdach. 
Die hölzerne Tür mit Oberlicht ist mit einem Schnitzdekor versehen.